# Sint-Laurentiuskerk (Voorschoten)
De Sint-Laurentiuskerk is een rooms-katholieke kerk aan de Leidseweg 98 in Voorschoten.

## Geschiedenis
De katholieken in Voorschoten maakten al sinds de 18e eeuw gebruik van een schuurkerk. Na het herstel van de bisschoppelijke hiërarchie in Nederland werd de Sint-Laurentiusparochie op 4 september 1858 opgericht. Op 20 maart 1866 werd de eerste steen voor de huidige kerk gelegd. Op 17 augustus 1868 werd de kerk ingewijd door bisschop G.P. Wilmer.
Architect Theo Asseler ontwierp een driebeukige pseudobasiliek in neogotische stijl. De toren heeft twee vierkante en een achtkantige geleding met spits. Het gebouw is een typerend voorbeeld van de stucadoorsgotiek uit deze periode. De kerk bood oorspronkelijk plaats aan 650 gelovigen. Binnen heeft de kerk gestucte houten kruisribgewelven. 
In 1934 werd het interieur ingrijpend veranderd. Naar een ontwerp van Wim Harzing bouwde men om het oude altaar en het tabernakel een nieuw skelet en bekleedde dat met gele travertin. Bij het priesterkoor werden Noorse leitegels aangebracht met daarboven een vijfdelig mozaïek met engelen, een scheppende hand en een duif. Verder werden onder meer twee bijzondere lichtramen aangebracht.
Tijdens de Tweede Wereldoorlog werden de kerkklokken door de Duitse bezetter gevorderd. Deze werden na de oorlog vervangen. In 1954 werd het interieur van de kerk vernieuwd en werd de houten vloer vervangen door een tegelvloer. In 1962 werd op last van het bisdom de Moeder Godsparochie van de Laurentiusparochie afgesplitst. Dat leidde tot de bouw van de Moeder Godskerk, die in september 1967 werd ingewijd. In 1969 werd de Laurentiuskerk gemoderniseerd en gerestaureerd. Hierbij werden de banken in de zijbeuken verwijderd, waardoor het aantal zitplaatsen werd teruggebracht tot 350. Het oorspronkelijke hoofdaltaar werd afgebroken om plaats te maken voor een klein orgel. In de jaren 1990 werd de kerk opnieuw gerestaureerd. Daarbij werden sommige als kil aangevoelde moderniseringen van de eerdere restauratie teruggedraaid. In deze periode werd ook een neogotisch hoofdaltaar in de kerk geplaatst, dat afkomstig was uit de afgebroken O.L.V. ten Hemelopnemingkerk in Prinsenbeek. Dit altaar werd in 1864 gebouwd door het atelier van Hendrik Peeters-Divoort uit Turnhout. Op het kerkhof staat een Heilig Hartbeeld van Wim Harzing, dat aanvankelijk voor de pastorie stond.
In 2000 werden de beide Voorschotense parochies weer samengevoegd. De kerk wordt tot op heden gebruikt door de parochie "Heilige Laurentius en de Moeder Gods". Het kerkgebouw is een Rijksmonument. De naastgelegen pastorie werd eveneens door Theo Asseler ontworpen.
In 2012 vormden de katholieke gemeenschappen in Voorschoten, Katwijk aan den Rijn, Oegstgeest en Wassenaar samen de Heilige Augustinusparochie.

## Orgels
De Sint-Laurentiuskerk heeft een hoofdorgel en een koororgel. Het hoofdorgel werd in 1876 opgeleverd door de orgelbouwer Matthias van den Brink, waarbij vrijwel alle pijpen werden hergebruikt van het orgel dat J.J. Mitterreither in 1792 in de schuurkerk had geplaatst. Het orgel werd diverse malen ingrijpend verbouwd: door Maarschalkerweerd in 1904-1909 en door P.C. Bik v/h Schaaffelt & Lohman in 1927-1932. Bij de modernisering van het kerkinterieur in 1954 werd de orgelkas wit geschilderd.
In een lange periode vanaf 1966 waarin het hoofdorgel niet meer bespeelbaar was, werd sinds 1972 gebruikgemaakt van een koororgel van Jos. Vermeulen op de plek waar tot 1969 het oorspronkelijke hoofdaltaar had gestaan. In 2007 plaatste Verschueren een nieuw tweeklaviers koororgel met acht registers en aangehangen pedaal. Het Vermeulen-orgel verhuisde toen naar de Sint-Lucaskerk in Vlaardingen. Tegelijk werd besloten ook het verwaarloosde Van den Brink/Mitterreither-orgel weer bespeelbaar te maken. Verschueren heeft het in 2007-2009 grondig gerestaureerd, gereconstrueerd en uitgebreid, zodat het beter bruikbaar is voor de liturgie. Het heeft nu twee manualen, hoofdwerk en bovenwerk (17 registers) en vrij pedaal (3 registers). Van de 1038 orgelpijpen zijn er 262 nieuw. De herstelde kas heeft weer de oorspronkelijke imitatie-notenhouten kleur. De oorspronkelijke vrijstaande speeltafel met mechanische tractuur (staartklavier) is gereconstrueerd op basis van bestaande voorbeelden van Van den Brink in Warmond en Heemstede. Het Mitterreither/Van den Brinkorgel is het op twee na oudste orgel van het bisdom Rotterdam (Leiden, Lodewijkskerk, 17e eeuw/1769 en Schoonhoven, Bartholomeuskerk, Mitterreither, 1784, behoren tot de oudste orgels van het bisdom Rotterdam). 
Van de oudste orgels in het bisdom Rotterdam is het hoofdorgel in de Laurentiuskerk het omvangrijkste orgel met het grootste aantal 18e-eeuwse pijpen.

## Enkele afbeeldingen

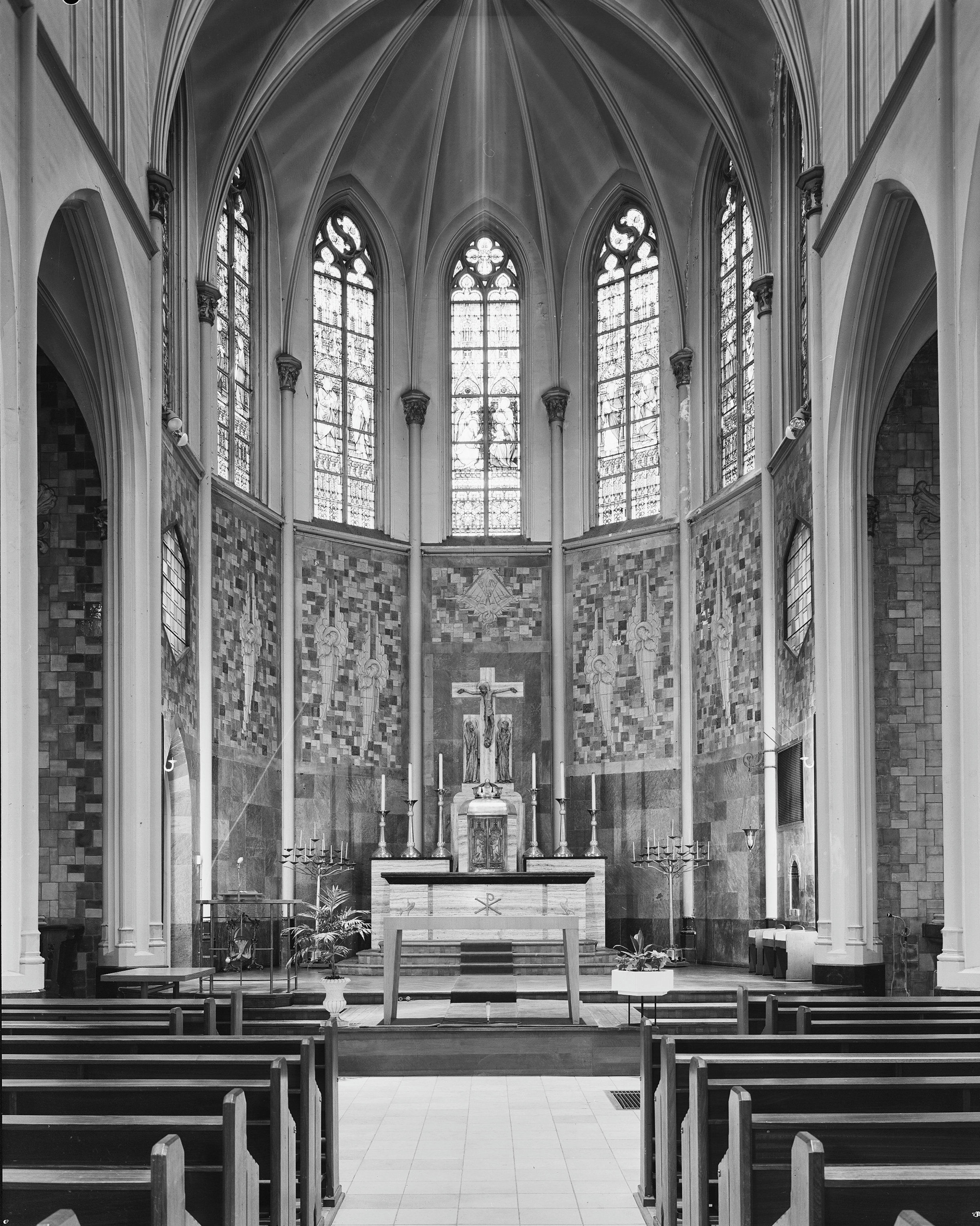
Interieur (1972)
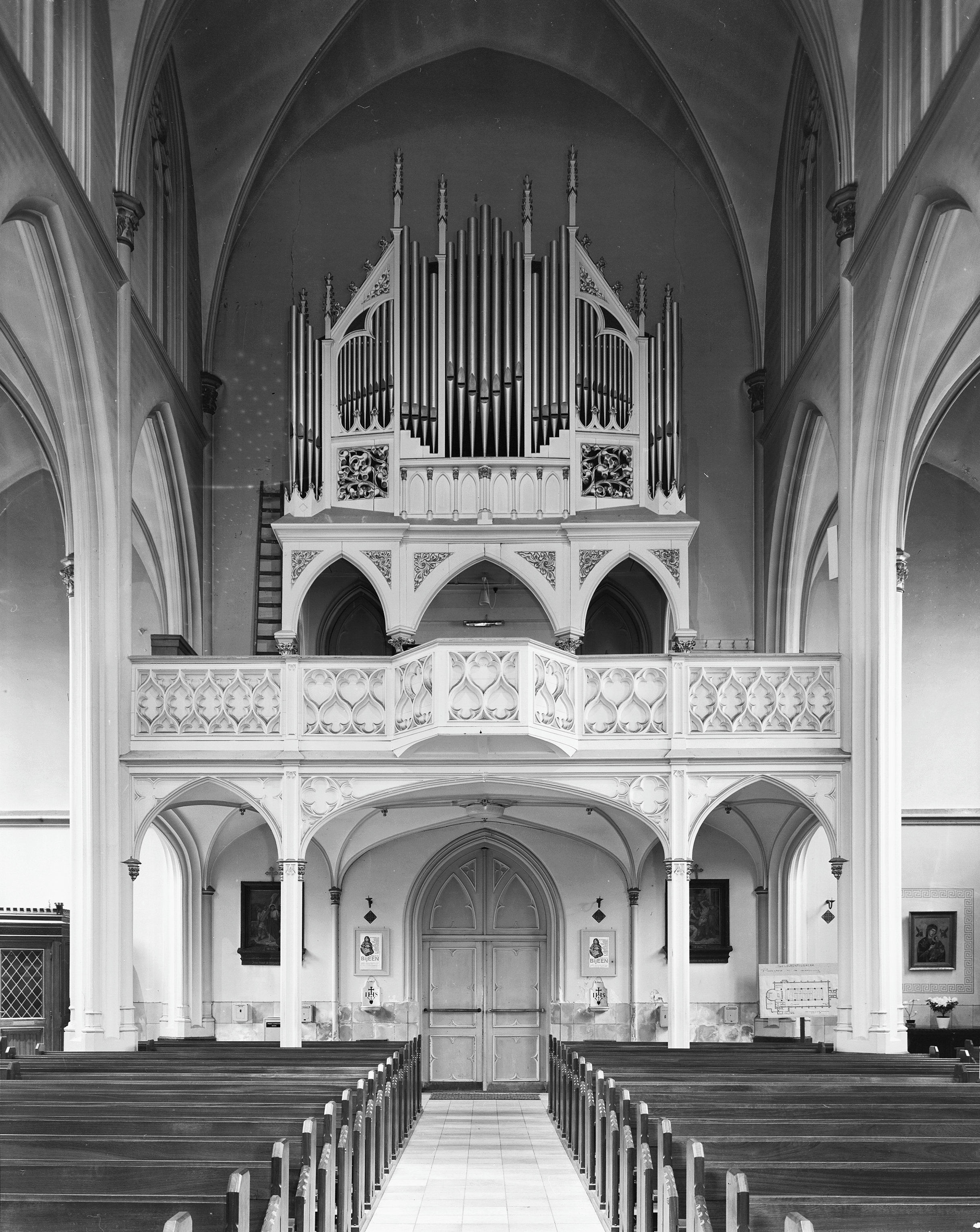
Het wit geschilderde, toen ongebruikte orgel in 1972
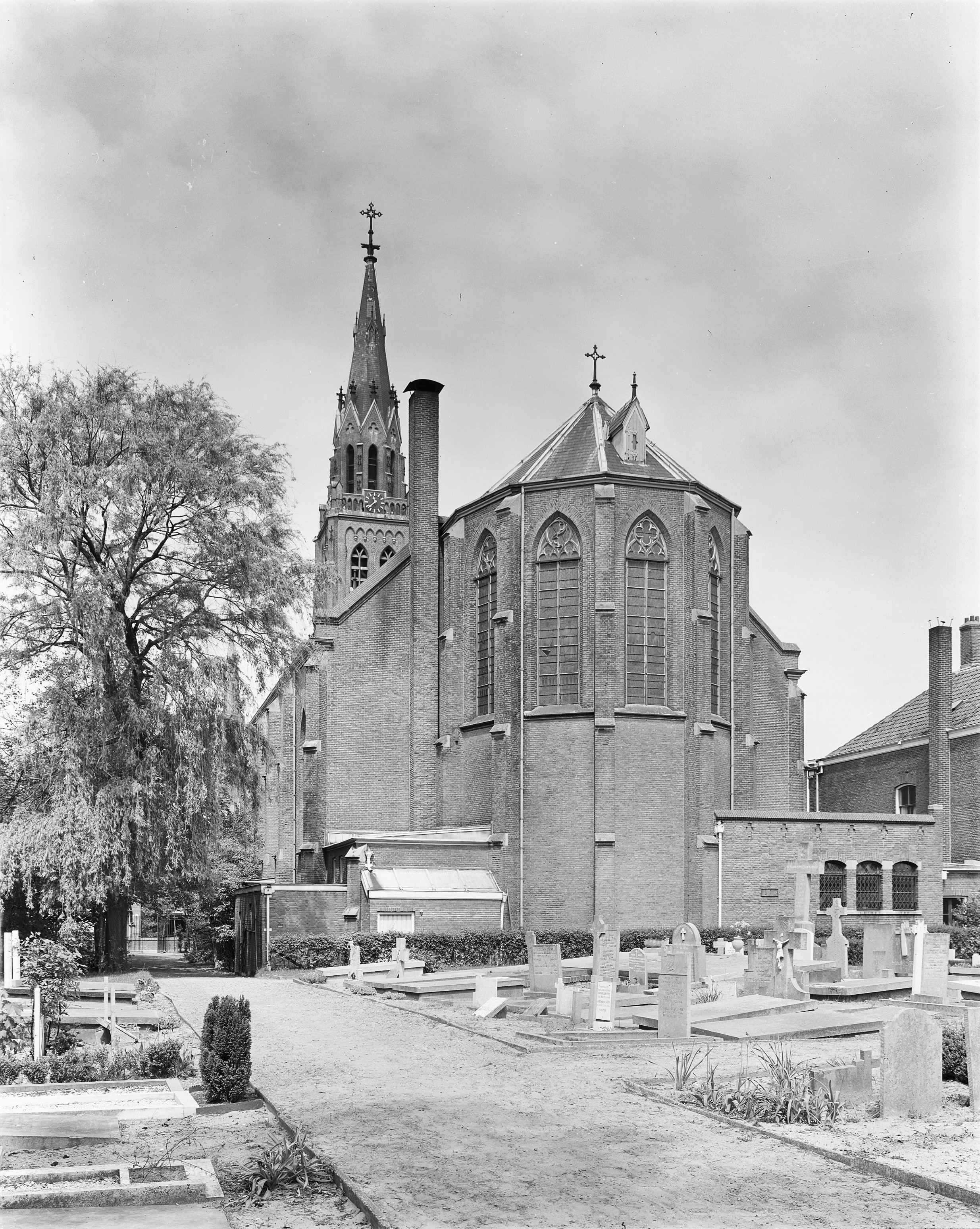
Begraafplaats (1970)
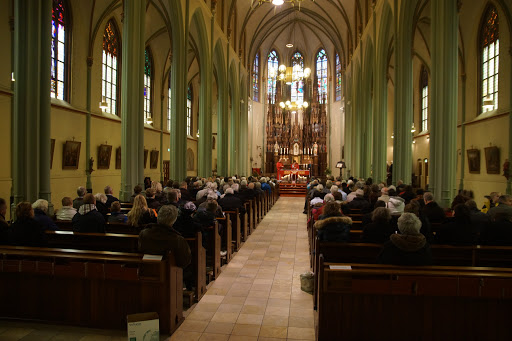
Interieur (2012)
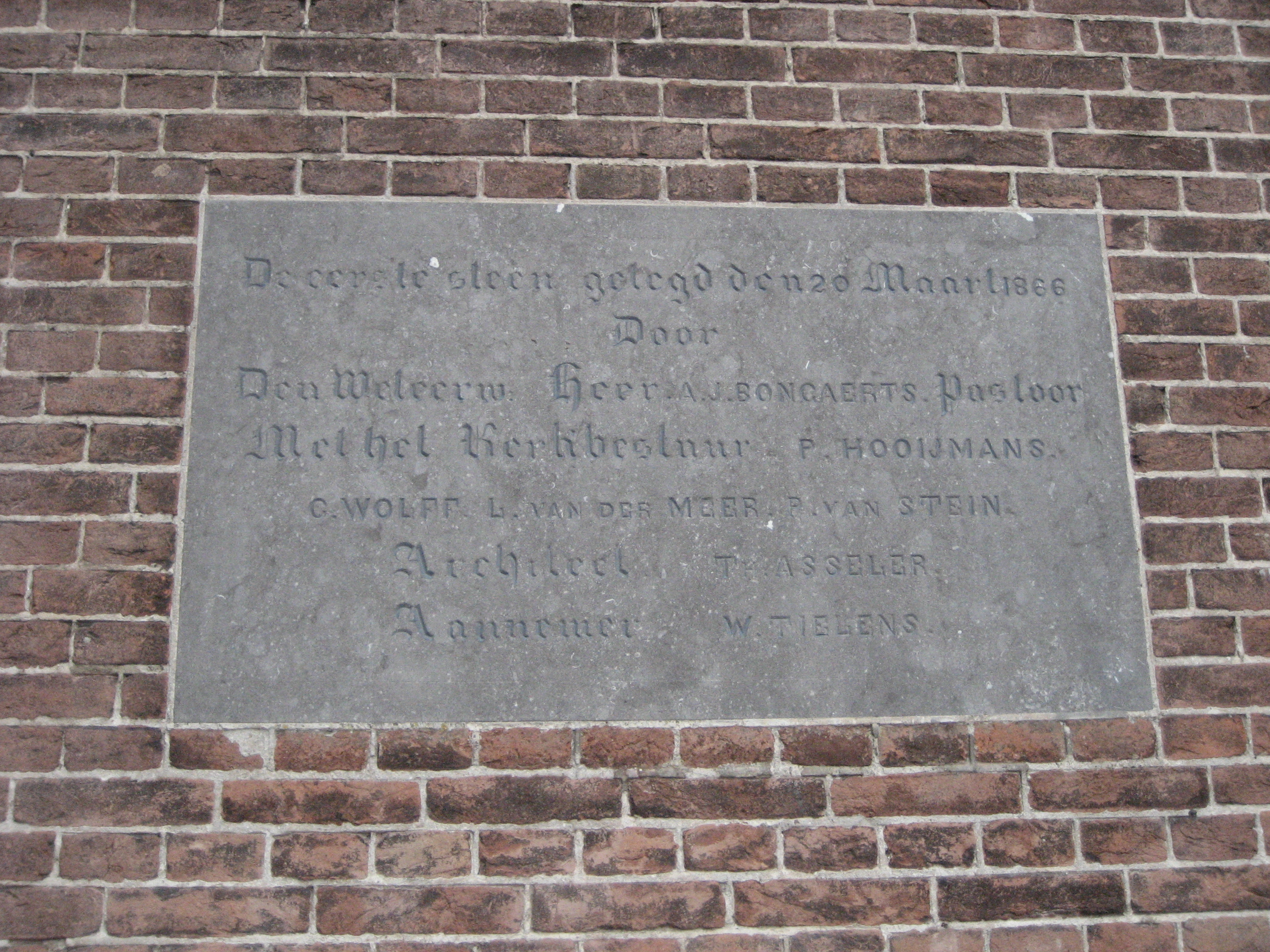
Eerste steen (1866)
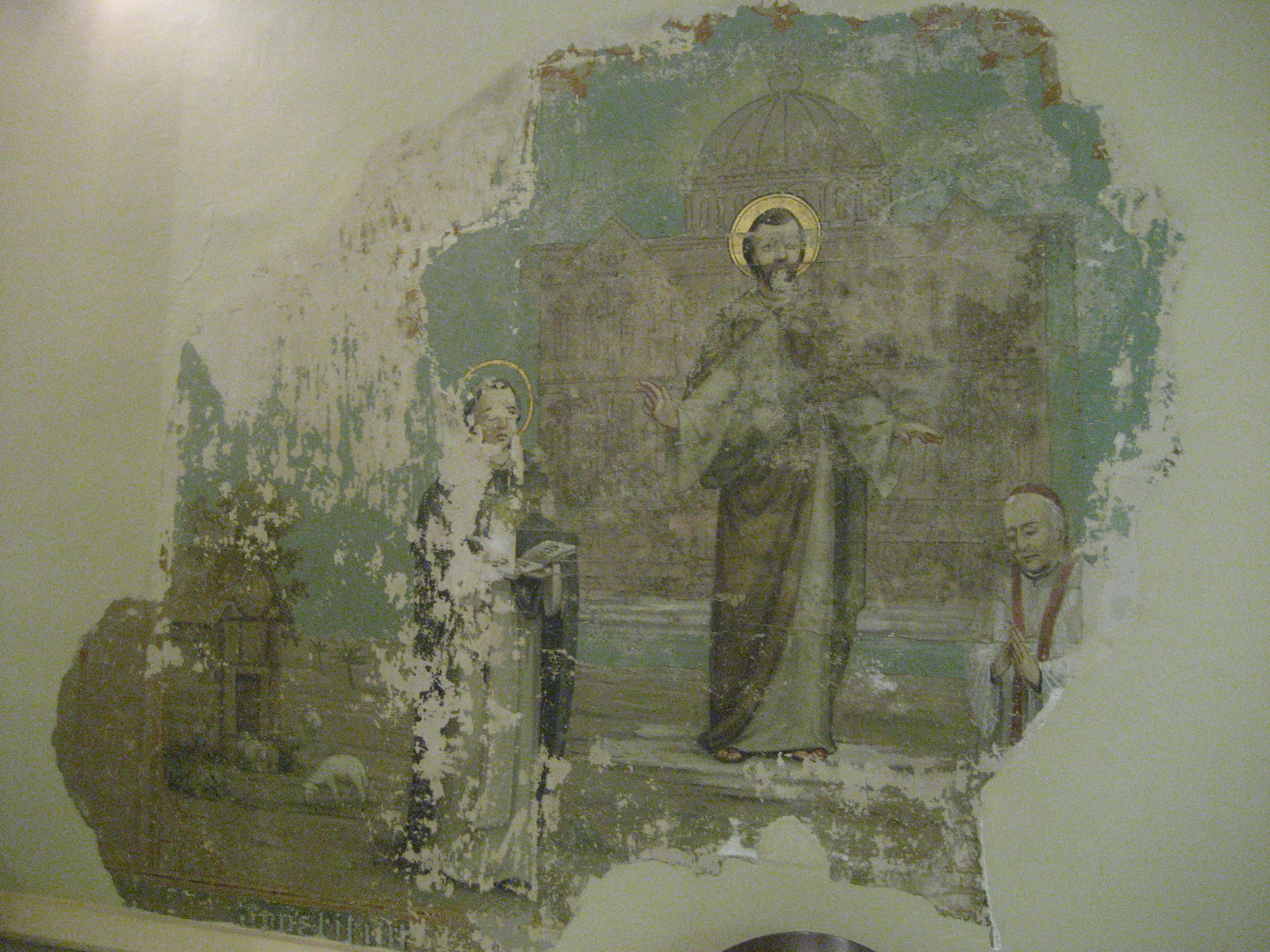
Muurschildering ter viering van het dogma van de pauselijke onfeilbaarheid (1870). V.l.n.r.: Thomas van Aquino, Christus, paus Pius IX.